# Nemoleontini
Tribu
Les Nemoleontini sont une tribu d'insectes névroptères de la famille des Myrmeleontidae et de la sous-famille des Myrmeleontinae.

## Genres
- Acratoleon Banks, 1915
- Brasileon Miller, Stange, 1989
- Creoleon Tillyard, 1918
- Delfimeus Navas, 1912
- Deutoleon Navas, 1927
- Distoleon Banks, 1910
- Euroleon Esben-Petersen, 1918
- Macronemurus A. Costa, 1855
- Nemoleon Navás, 1909
- Neuroleon Navás, 1909
- Nicarinus Navás, 1914
- Noaleon Holzel, 1972
- Obus Navás, 1912